# Лисиничі (Львів)
Лиси́ничі — село у Львівській області, підпорядковане Львівській міськраді та входить до складу Личаківського району м. Львова,Львівського району,Львівської області, та знаходиться західніше вулиці Богданівської і північніше вулиці Личаківської; переважно з малоповерховою забудовою.
Село Лисиничі розташоване за 5 км від Львова, але з інтенсивною забудовою місто підходить впритул до села. Щодо назви, за народними переказами, первісна – «Лісиничі» – від слова «ліс», бо у давнину тут був дрімучий мішаний ліс. Інша версія – назва походить від слова «лис», нібито у лісистій місцевості водилося багато лисів. Перша письмова згадка про Лисиничі датована 1411 роком. 